# Normaliteit
De normaliteit (N) is een verouderd begrip uit de scheikunde. De eenheid van normaliteit is de normaal (N). Bij gebruik van de concentratie (in mol/l) is het ook een overbodig begrip. Maar het wordt hier en daar nog wel gebruikt. De normaliteit wordt berekend als de equivalentie ({\displaystyle n_{\mathrm {eq} }}) gedeeld door het volume:
{\displaystyle N={\frac {n_{\mathrm {eq} }}{V}}}

## Een- en meerwaardige stoffen
Bij zuren en basen heeft een oplossing een concentratie van 1 N als de opgeloste stof in een concentratie van 1 molair aanwezig is en eenwaardig is.
Is de stof (A) meerwaardig, zodat het meer waterstofatomen kan opnemen of afstaan, dan is de normaliteit van de oplossing gelijk aan de molariteit ({\displaystyle [A]}) vermenigvuldigd met de valentie ({\displaystyle q}) (dat is het aantal waterstofionen dat wordt opgenomen of afgestaan):
{\displaystyle N=q\cdot [A]}
Bij oxidatoren en reductoren (redoxreactie) wordt de molariteit ({\displaystyle [A]}) evenzo vermenigvuldigd met de valentie ({\displaystyle q}) (nu het aantal elektronen dat kan worden opgenomen of afgestaan).

## Dubbelzinnigheid
Met name bij redoxreacties is de normaliteit van een oplossing niet eenduidig gedefinieerd. Als voorbeeld mag de volgende tabel gelden:
| {\displaystyle {\ce {[IO4^- ]}}} {\displaystyle [A]} | Halfreactie                                                     | {\displaystyle q} | Normaliteit {\displaystyle N} {\displaystyle q\cdot [A]} |
| ---------------------------------------------------- | --------------------------------------------------------------- | ----------------- | -------------------------------------------------------- |
| 0,05                                                 | {\displaystyle {\ce {IO4^- + 2e^- + 2H+ -> IO3^- + H2O}}}       | 2                 | 0,1                                                      |
| 0,05                                                 | {\displaystyle {\ce {IO4^- + 4e^- + 4H+ -> IO2^- + 2H2O}}}      | 4                 | 0,2                                                      |
| 0,05                                                 | {\displaystyle {\ce {IO4^- + 6e^- + 8H+ + Cl^- -> ICl + 4H2O}}} | 6                 | 0,3                                                      |
| 0,05                                                 | {\displaystyle {\ce {2IO4^- + 14e^- + 16H+ -> I2 + 8H2O}}}      | 14/2=7            | 0,35                                                     |
| 0,05                                                 | {\displaystyle {\ce {IO4^- + 8e^- + 8H+ -> I^- + 4H2O}}}        | 8                 | 0,4                                                      |

De normaliteit van een oplossing wordt dus bepaald door de reactie die het reagens zal uitvoeren. Als meer reacties mogelijk zijn is er onduidelijkheid. Deze onduidelijkheid is aanleiding geweest om aan het eind van de jaren 70 van de twintigste eeuw deze eenheid niet meer als officiële concentratie-eenheid te erkennen. Slechts de mol/liter is als internationale eenheid voor concentratie gehandhaafd.